# Sinobatis filicauda
Sinobatis filicauda är en rockeart som beskrevs av Last och Bernard Séret 2008. Sinobatis filicauda ingår i släktet Sinobatis och familjen Anacanthobatidae. IUCN kategoriserar arten globalt som otillräckligt studerad. Inga underarter finns listade i Catalogue of Life.